# Невідкладна хірургія
Невідкладна хірургія — комплексне поняття сучасної хірургії, яке охоплює термінову діагностику та оперативне лікування станів людини (пацієнта чи постраждалого), що загрожують її життю, у мирний чи воєнний час.
Особливістю невідкладної хірургії є те, що хірург за короткий проміжок часу (інколи хвилини) має здійснити медичну діагностику та вибрати і застосувати оптимальний метод лікування тієї чи іншої патології (травм в тому числі).

## Класифікація
За терміном виконання операції (термін передопераційної діагностики та підготування):
- екстрена
- термінова

За соціально-політичним станом держави:
- мирна
- військова